# Kabdebó Lóránt
Kabdebó Lóránt (Budapest, 1936. augusztus 9. – 2022. január 24.) József Attila-díjas magyar irodalomtörténész, kritikus, egyetemi tanár. Sokoldalú munkásságában kiemelkedő fontossággal bírt Szabó Lőrinc életművének aprólékos feldolgozása. Számos önálló kötet és monográfia szerzője, Szabó Lőrinc-életműkiadások gondozója, a Pécsi és a Miskolci Egyetem tudományszervező egyénisége. Miskolc díszpolgára.

## Életútja
Erdélyi örmény nemesi Kápdebó család leszármazottja. Szülei Kabdebó János és Farkas Magda. 1964-ben házasodott, felesége Dobos Marianne kohómérnök, közíró. Két gyermeke van, Kabdebó Tamás (1965) és Kabdebó György (1966).
Már fiatalon kitűnt szorgalma, tudományos érdeklődése, iskolás korában számos tanulmányi versenyt megnyert. 1958-ban végzett az ELTE BTK magyar–történelem szakán.
1958–1970-ben Miskolcon dolgozott középiskolai tanárként, 1962 és 1984 között a Napjaink című folyóirat rovatvezetője, illetve főszerkesztő-helyettese volt. Karikatúrákon is megörökítették, ahogy Kabdebó tanár úr „küzd” a feltörekvő fiatal írókkal. 1962-ben megszerezte az egyetemi doktori fokozatot, 1969-ben pedig az irodalomtudomány kandidátusa lett.
1970-ben a Petőfi Irodalmi Múzeum főmunkatársa. Itt, 1972-től 89-ig osztályvezetőként dolgozott, majd 1989–1991-ben tudományos tanácsadó lett. Itt kezdte el azt a több évtizedes munkát, amelynek eredménye a háromkötetes Szabó Lőrinc-monográfia (Szabó Lőrinc lázadó évtizede, 1970; Útkeresés és különbéke, 1974; Az összegezés ideje, 1980) és a Vers és valóság című visszaemlékező kötet. Bábáskodott az irodalomtörténet szempontjából fontos gyűjteményes kötetek, visszaemlékezések kiadásánál is. 1990-ben szerezte meg az irodalomtudomány doktora (DSc) címet.
1989 és 1993 között a JPTE Irodalomtörténeti Tanszékének tanszékvezetője volt, 1991-ben nevezték ki egyetemi tanárrá. Kulcsszerepe volt a Miskolci Egyetem Bölcsészettudományi Karának létrehozásában, a magyar irodalmi, történelmi és modern filológiai tanszékek megalapításában. 1993 és 1997 között igazgatta a Miskolci Egyetem Bölcsészettudományi Intézetét, 1997-ben a Miskolci Egyetem Bölcsészettudományi Karának dékánja lett. 1990–91-ben a Magyar Irodalomtörténeti Társaság főtitkára volt.
1993 és 1998 között az Irodalomtörténet főszerkesztője volt. A Digitális Irodalmi Akadémia Szabó Magda-szakértője 1998-tól, Szabó Lőrinc-szakértője 1999-től. Megalapította az Irodalomtudomány című folyóiratot és a Szabó Lőrinc-füzetek című sorozatot. 2005-ig az Irodalomtudományi Doktori Iskola vezetője volt. 2006-tól a Miskolci Egyetem professor emeritusa.
1997-ben megalapította az OTKA által is támogatott Szabó Lőrinc Kutatóhelyet, ahol fiatal kutatók és doktoranduszok folytatják a Szabó Lőrinc-életmű feltárását és értékelését (Szabó Lőrinc külföldi útjai, betegségei, műfordításai, gyorsírásos művei és jegyzetei), emellett Szabó Lőrinc kiadatlan műfordításait is folyamatosan közlik.
A Szentpéteri kapui temetőben nyugszik.

## Díjai
- Miskolc Város Irodalmi Díja (1969)
- A Mikes Kelemen Kör Díja (1983)
- Miskolc Városért Emlékplakett (1986)
- Szabó Lőrinc-díj (1989)
- A Művészeti Alap Irodalmi Díja (1990)
- Herman Ottó-díj (1998)
- A Magyar Köztársasági Érdemrend tisztikeresztje (1998)
- Signum Aureum Universitatis (Miskolci Egyetem) kitüntetés; Jubileumi egyetemi emlékérem kitüntetés (1999)
- Bölcsészettudományi Karért: Kari kitüntetés (2001)
- Toldy Ferenc-díj (2007)
- József Attila-díj (2012)
- Miskolc díszpolgára (2021)
- A Magyar Érdemrend középkeresztje (2021)

## Emlékezete
- A Miskolci Egyetemen róla elnevezett szakkollégium működik Kabdebó Lóránt Multidiszciplináris Szakkollégium néven.[9]
- 2023-ban a Miskolci Egyetemen avatták Kabdebó Lóránt bronz mellszobrát, Juha Richárd alkotását.[10]
- Egykori lakóhelyén Budapest Zugló Önkormányzata 2025-ben domborműves emléktáblával tisztelgett díszpolgára előtt, melynek alkotója Juha Richárd.[11]

## Főbb művei

### Kötetek
- Dayka Gábor költői pályája; Városi Könyvtár, Miskolc, 1968 (Borsod-miskolci füzetek. Irodalomtörténet)
- Szabó Lőrinc lázadó évtizede, 1918–1928 (1970)
- Vita a Nyugatról. Az 1972. április 27-i Nyugat-konferencia alapján; szerk., sajtó alá rend. Kabdebó Lóránt; PIM–NPI, Bp., 1973 (Irodalmi múzeum)
- Útkeresés és különbéke. Szabó Lőrinc 1929–1944; Szépirodalmi, Bp., 1974
- Tanulmányok a két világháború közötti hazai szocialista és antifasiszta irodalom kérdéseiről; szerk., sajtó alá rend. Kabdebó Lóránt; NPI–PIM, Bp., 1975
- 50 éves a Korunk. Az 1976. május 20-21-i emlékülés alapján; szerk., sajtó alá rend. Kabdebó Lóránt; NPI, Bp., 1977 (Irodalmi múzeum)
- Valóság és varázslat. Tanulmányok századunk magyar prózairodalmáról Krúdy Gyula és Móricz Zsigmond születésének 100. évfordulójára; szerk. Kabdebó Lóránt; PIM–NPI, Bp., 1979
- Versek között. Tanulmányok, kritikák; Magvető, Bp., 1980 (Elvek és utak)
- Az összegezés ideje. Szabó Lőrinc, 1945–1957; Szépirodalmi, Bp., 1980
- Szabó Lőrinc (1985)
- Lakatos István (1986)
- Az Újhold költői. Hat tanulmány (1988)
- „A magyar költészet az én nyelvemen beszél.” A kései Nyugat-líra összegződése Szabó Lőrinc költészetében (1992, második kiadás 1996)
- "Szintézis nélküli évek". Nyelv, elbeszélés és világkép a harmincas évek epikájában; szerk. Kabdebó Lóránt, Kulcsár Szabó Ernő; Janus Pannonius, Pécs, 1993 (JPTE irodalomtudományi füzetek)
- A Holocaust a művészetekben; szerk. Kabdebó Lóránt, Schmidt Erzsébet; Janus Pannonius, Pécs, 1994 (JPTE irodalomtudományi füzetek)
- Jánosy István (1994)
- Az irodalomértés horizontjai. Párbeszéd irodalomtudományunk modern hagyományával; szerk. Kabdebó Lóránt, Kulcsár Szabó Ernő; Janus Pannonius, Pécs, 1995 (JPTE irodalomtudományi füzetek)
- Vers és próza a modernség második hullámában (1996)
- Tanulmányok Szabó Lőrincről; szerk. Kabdebó Lóránt, Menyhért Anna; Anonymus, Bp., 1997 (Újraolvasó)
- A fordítás és intertextualitás alakzatai; szerk. Kabdebó Lóránt et al.; Anonymus, Bp., 1998
- Határ Győző bibliográfia. Emlékkönyv Határ Győző 85. születésnapjára; szerk. Kabdebó Lóránt; ME, Miskolc, 1999
- Tanulmányok Ady Endréről; szerk. Kabdebó Lóránt et al.; Anonymus, Bp., 1999 (Újraolvasó)
- Tanulmányok Kassák Lajosról; szerk. Kabdebó Lóránt et al.; Anonymus, Bp., 2000 (Újraolvasó)
- Tanulmányok József Attiláról; szerk. Kabdebó Lóránt et al.; Anonymus, Bp., 2001 (Újraolvasó)
- Szabó Lőrinc pályaképe (2001)
- Ferenczi László köszöntése 65. születésnapja alkalmából; szerk. Fried István, Kabdebó Lóránt, Kovács Viktor; ME BTK–SZTE BTK, Miskolc, 2003
- "Szabad-ötletek...". Szőke György tiszteletére barátaitól és tanítványaitól; szerk. Kabdebó Lóránt, Ruttkay Helga, Szabóné Huszárik Mária; Miskolci Egyetem, Miskolc, 2005
- „Ritkúl és derűl az éjszaka”. Harc az elégiáért (2006)
- Szabó Lőrinc „pere” (2006)
- Rögeszmerend: Turczi István művének tragikus derűje (2007)
- Titkok egy élet/mű-ben. Szabó Lőrinc utolsó versciklusának poétikai és filológiai szembesítése; ME BTK Szabó Lőrinc Kutatóhely, Miskolc, 2010 (Szabó Lőrinc füzetek)
- Mesék a költőről. Szabó Lőrinc-tanulmányok; Ráció, Bp., 2011
- Centrum és redivivus; Tipp Cult, Bp., 2012 (Parnasszus könyvek. Magasles)
- "Nyílik a lélek". Kettős látás a 20. századi lírában. Szabó Lőrinc "rejtekútja"; Ráció, Bp., 2015
- Esettanulmányok? Sorsvállalások!; Kárpát-medencei Tehetséggondozó Nonprofit Kft., Bp., 2019
- Öntörvényűen. Kortárs magyar költők rögeszmerendjei; Tipp Cult Kft., Bp., 2019 (Parnasszus könyvek. Magasles)
- "egy Költő Agya"; Előretolt Helyőrség Íróakadémia, Bp., 2021

### Interjúkötetek
- A háborúnak vége lett (1983)
- A műhely titkai (1984)
- Sorsfordító pillanatok (1993)
- Elveszett otthonok (2003)

### Életmű-interjúk
- Szentkuthy Miklóssal: Frivolitások és hitvallások (1988)
- Határ Győzővel: Életút I–III. (1993–95)
- Színpompás ostrom. Kabdebó Lóránt életműinterjúja Orbán Ottóval; jegyz. Nyerges Gábor Ádám; Magvető, Bp., 2016 (a Tények és tanúk sorozatban)

### Szabó Lőrinc-dokumentumok
- Naplók, levelek, cikkek (1974)
- Érlelő diákévek. Napló, levelek, dokumentumok, versek Szabó Lőrinc pályakezdésének éveiből, emlékezések az 1915-1920-as évekről; PIM–NPI, Bp., 1979 (Irodalmi múzeum)
- Szabó Lőrinc hévízi versfüzete. A hasonmásban mellékelt kézirat szövege; bemutatja Kabdebó Lóránt; Magyar Helikon, Bp., 1980 + kézirat-hasonmás (Kézirattár)
- Harminchat év. Szabó Lőrinc és felesége levelezése, 1-2.; sajtó alá rend., bev., jegyz. Kabdebó Lóránt; Magvető, Bp., 1989-1993
- Szabó Lőrinc: Bírákhoz és barátokhoz. Napló és védőbeszédek 1945-ből; sajtó alá rend., utószó, jegyz. Kabdebó Lóránt; Magvető, Bp., 1990
- Szabó Lőrinc: Vers és valóság. Összegyűjtött versek és versmagyarázatok, 1-2.; szerk., szöveggond., utószó, jegyz. Kabdebó Lóránt; Magvető, Bp., 1990
- Utazás Erdélyben. Cikkek, versek és levelek; sajtó alá rend., utószó Kabdebó Lóránt; Mikszáth–Magyar Irodalomtörténeti Társaság, Salgótarján–Bp., 1992 (A Magyar Irodalomtörténeti Társaság kiskönyvtára)
- Szabó Lőrinc összes versei I–III. (1998)
- Huszonöt év. Szabó Lőrinc és Vékesné Korzáti Erzsébet levelezése; sajtó alá rend., jegyz. Kabdebó Lóránt és Lengyel Tóth Krisztina; Magvető, Bp., 2000
- Az ígéret városa. Szabó Lőrinc Debrecen-élménye; szöveggond., szerk., tanulmány Bíró Éva, utószó Kabdebó Lóránt; Debreceni Irodalmi Múzeum, Debrecen, 2000 (A Hajdú-Bihar megyei múzeumok közleményei)
- Szabó Lőrinc: Vallomások. Naplók, beszélgetések, levelek; szerk. Horányi Károly, Kabdebó Lóránt; Osiris, Bp., 2008 (Osiris klasszikusok)